# Френч, Тана
Тана Френч (англ. Tana French; род. 10 мая 1973) — ирландская писательница и театральная актриса. Её первый роман «В лесной чаще» получил несколько наград, среди которых премия Эдгара Аллана По.

## Биография
Тана Френч родилась 10 мая 1973 года в семье Елены Хвостофф-Ломбарди и Дэвида Френча в Берлингтоне, штат Вермонте, США, но в детстве жила во многих странах, включая Ирландию, Италию и Малави. Её отец был экономистом, который работал над управлением ресурсов для развивающегося мира, поэтому семья жила во многих культурах. Френч училась актёрскому мастерству в Тринити-колледже в Дублине.
Она окончательно поселилась в Ирландии и с 1990 года живёт в Дублине, который считает своим домом. Она сохранила двойное гражданство США и Италии. Френч замужем и у них с мужем есть две дочери.

## Карьера
Френч увлекалась и актёрством, и писательством с детства, но в итоге больше сосредоточилась на актёрской игре. Она обучалась профессиональной игре в Тринити-колледже и играет в театре, кино и озвучке. На четвёртом десятке её страсть к письму неожиданно возродилась. Её выбор жанра связан с её глубоким интересом к детективным и криминальным романам, на которых она выросла.
Она начала писать свой дебютный роман во время перерывов между кастингами. Он был назван «В лесной чаще» (англ. In the Woods) и был опубликован в 2007 году с широким международным признанием и множеством восторженных отзывов. Он получил несколько литературных премий, стал бестселлером в твёрдом и мягком переплёте и был назван «дебютом мечты». На 2015 год было продано более миллиона копий романа. В 2015 году Euston Films и Veritas приобрели права на экранизацию романа в виде телесериала. В 2014 году журнал Flavorwire включил «В лесной чаще» в список 50 лучших дебютных романов с 1950 года.
Её следующий роман «Сходство» (англ. The Likeness) (2008) сразу же высоко взлетел в списках бестселлеров в разных странах и несколько месяцев стабильно оставался в списке бестселлеров The New York Times. В интервью газеты The Guardian Френч сказала, что роман «Тайная история» Донны Тартт был источником влияния на «Мертвые возвращаются?..», показывая, что дружба может быть достаточно мощной, чтобы привести к убийству.

## Адаптации
В 2019 году вышел сериал «Дублинские убийства» по книгам «В лесной чаще» и «Сходство».

## Награды
- 2007 — Финалистка книжных призов Los Angeles Times за лучший триллер[12]
- 2008 — Премия Эдгара Аллана По за лучший первый роман американского писателя за книгу «В лесной чаще»[13][14]
- 2008 — Премия Энтони[англ.] за лучший первый роман за книгу «В лесной чаще»
- 2008 — Премия Макавити[англ.] за лучший первый роман за книгу «В лесной чаще»
- 2008 — Премия Барри[англ.] за лучший первый роман
- 2012 — Номинация на Дублинскую литературную премию за книгу «Ночь длиною в жизнь»[15]
- 2012 — Ирландская книжная премия[англ.] за книгу «Рассветная бухта»[16]
- 2012 — Книжный приз Los Angeles Times за лучший триллер за книгу «Рассветная бухта»[17]